# Henry Percy, II conte di Northumberland
Henry Percy (Alnwick, 3 febbraio 1393 – St Albans, 22 maggio 1455) fu il secondo conte di Northumberland.

## Biografia

### Infanzia
Era figlio di Henry Percy e di Elizabeth Mortimer e discendente di Edoardo III d'Inghilterra.
Suo padre e suo nonno parteciparono a varie rivolte contro la corona. Henry Percy morì nella battaglia di Shrewsbury nel 1403. Il conte di Northumberland invece scappò in Scozia portando con sé il nipotino, che poi affidò al duca di Albany Roberto Stuart; nel 1405 morì nella battaglia di Bramham Moor lasciando Henry erede del titolo.
Il giovane Percy rimase in Scozia fino all'ascesa al trono nel 1413 di Enrico V d'Inghilterra, a cui si rivolse per far valere i diritti successori. In suo aiuto corse la zia del re Joan Beaufort, la quale organizzò il matrimonio tra il giovane e sua figlia Eleonor. Enrico V fu alla fine spinto a riabilitare i Percy a causa della loro influenza nel nord dell'Inghilterra e nel 1416 Henry poté divenire il secondo conte di Northumberland.

### Al servizio della corona
Negli anni seguenti, Northumberland servì in varie occasioni Enrico V nelle guerre in Francia. Si unì al re in una spedizione sul continente nel 1416 e mando un piccolo contingente di soldati l'anno successivo.
Il suo compito principale, tuttavia, era difendere i confini scozzesi e il 16 dicembre 1416 fu nominato Sovrintendente della Marca dell'est.
Nell'agosto del 1417 la Scozia invase il nord dell'Inghilterra; mentre Albany pose l'assedio al castello di Berwick, il conte di Douglas si occupò di prendere il castello di Roxburgh. Percy tolse l'assedio a Berwick e spinse oltre i confini sia Albany che Douglas. Al tempo stesso, egli fu anche coinvolto negli affari politici nazionali e fece da sovrintendente all'incoronazione di Caterina di Valois il 24 febbraio 1421.
Quando Enrico V morì nel 1422, Northumberland fu nominato membro del consiglio incaricato della reggenza per il piccolo re Enrico VI. In tali vesti partecipò come ambasciatore al Concilio di Siena nel 1423 ma il suo incarico principale rimase la difesa dei confini a nord.
All'interno del consiglio, egli sembrò appartenere alla cerchia del vescovo Henry Beaufort, che seguì per negoziare la pace a Berwick nel 1429. Come sovrintendente della marca dell'est fu costantemente occupato a trovare la pace e a difendere il nord del paese; le sue trattative di pace tuttavia venivano regolarmente non approvate dalla corona e nel 1434 diede le dimissioni. L'anno seguente Richard Neville, conte di Salisbury, ugualmente esasperato dalla mancanza di un supporto reale e smise il suo ruolo incarico di sovrintendente della Marca dell'ovest.
Northumberland fu nominato sovrintendente per un anno di entrambe le marche insieme al Conte di Huntingdon. Durante questo periodo benché subisse la sconfitta da parte del conte di Angus nella battaglia di Piperdean, fu capace di reprimere l'assedio a Roxburgh posto da Giacomo I di Scozia. Nel 1440 egli fu ancora una volta nominato sovrintendente della marca dell'ovest e ricoprì questo incarico fino alla morte.

## L'ostilità con la famiglia Neville
Inizialmente le relazioni di Percy con l'altra grande famiglia del nord, i Neville, furono amichevoli. Egli era già legato ai Neville conti di Westmorland attraverso il suo matrimonio con Eleanor Neville. Nel 1426 Percy fece annullare il matrimonio di sua sorella Elizabeth con il giovane Ralph Neville, II conte di Westmorland. Nel 1440 Northumberland fu coinvolto in altre dispute. Una disputa sul terreno dell'arcivescovo di York provocò dei conflitti armati. Il re intervenne a favore dell'arcivescovo.
Nel 1450 le relazioni tra la famiglia Percy e i Salisbury – che appartenevano ad un ramo cadetto della famiglia Neville di Westmorland – iniziarono a deteriorarsi. Ciò che innescò il conflitto fu il matrimonio tra Thomas, figlio di Salisbury, e Maud Stanhope, nipote ed erede di Lord Cromwell. Da questo matrimonio, il Castello di Wressle, tradizionalmente in possesso della famiglia Percy, sarebbe passata ai Neville.
Al tempo stesso, il matrimonio Neville-Cromwell aveva portato Huntingdon (ora duca di Exeter) ad unirsi alla causa dei Percy, a causa di una disputa territoriale con Cromwell. Northumberland, che era vicino ai sessant'anni, non prese parte direttamente all'azione ma uno dei suoi figli.
Thomas Percy era stato creato barone Egremont nel 1449, titolo legato ai suoi possedimenti nella contea di Cumberland, di dominio dei Neville. Il 24 agosto 1453 Thomas sferrò un attacco alla festa di matrimonio dei Neville-Cromwell a Heworth, vicino a York, con un esercito di settecento uomini. Nessuno rimase ucciso nella schermaglia e la festa proseguì.
Il conflitto, tuttavia, continuò negli anni seguenti. L'8 ottobre Northumberland e Salisbury furono convocati a corte e gli venne ordinato di interrompere il conflitto. Gli avvertimenti però vennero ignorati.
Infatti le forze dei Percy e dei Neville si raccolsero nelle loro roccaforti, rispettivamente, di Topcliffe e Sand Hutton, lontani tra loro solo poche miglia. Entrambe le fazioni avevano ignorato l'ordine reali e la battaglia sembrava inevitabile, ma ne seguì una tregua e gli eserciti si dispersero. Poi nell'ottobre del 1454 Thomas Percy e suo fratello Richard vennero catturati da Neville nella battaglia di Stamford Bridge. Il conflitto si stava intensificando e stava convergendo in eventi di politica nazionale.

## Verso la guerra civile
Il malcontento stava diffondendosi in Inghilterra contro il governo personale di Enrico VI, che era stato dichiarato maggiore di età nel 1437. I maggiori antagonisti erano Riccardo Plantageneto, III duca di York ed Edmund Beaufort, II duca di Somerset.

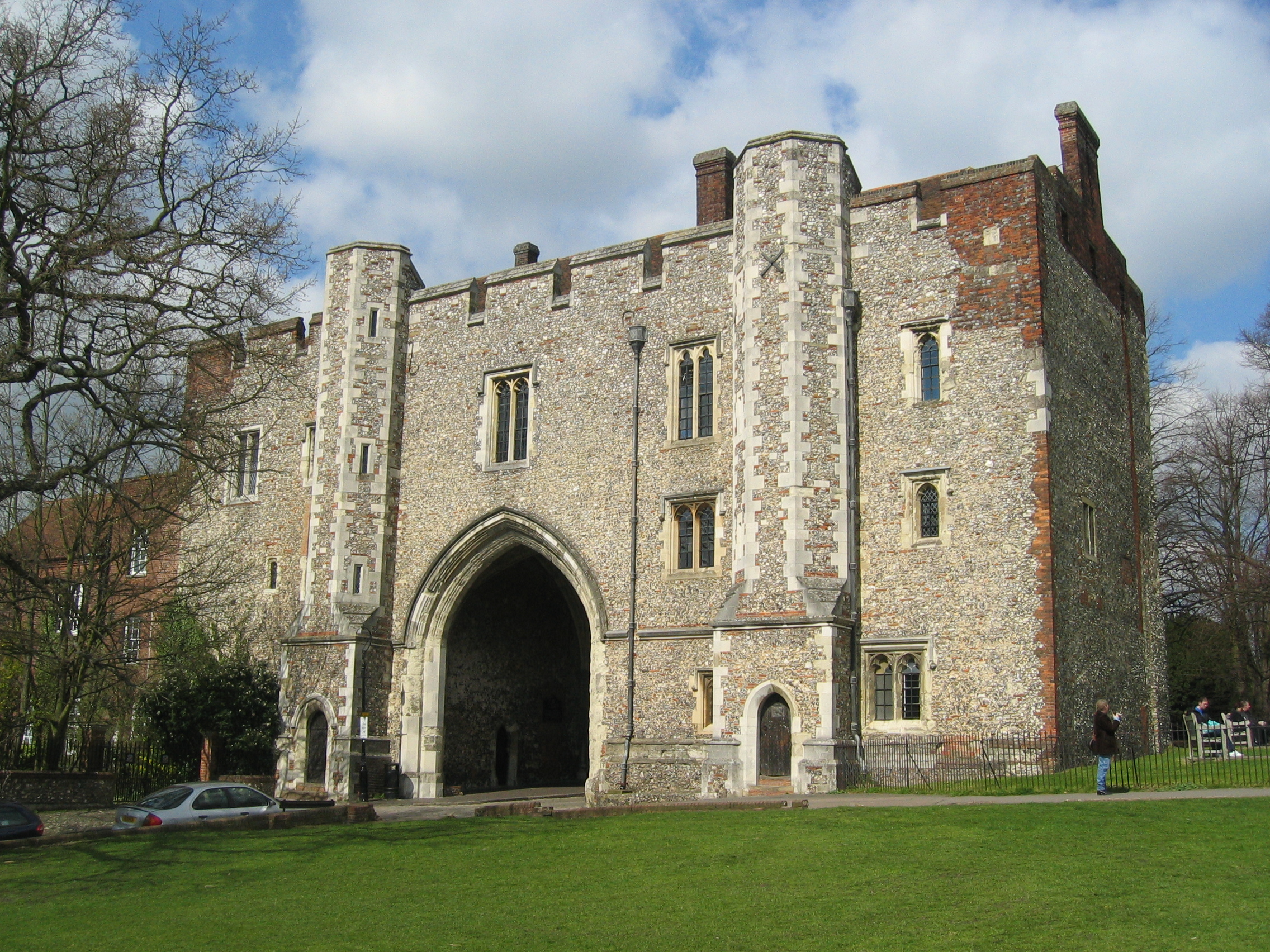
La cattedrale di St. Albans, luogo di sepoltura di Henry Percy

Somerset godeva di una grande influenza presso il re e quando Enrico cadde malato di mente nel 1453, York venne nominato tutore nel 1454.
I Neville furono da questo momento strettamente legati agli York così la naturale scelta per Northumberland fu di stare dalla parte di Somerset e del re. Furono fatti tentativi per riconciliare Northumberland e Salisbury ma poco venne concluso. In dicembre il re migliorò sufficientemente per riprendere il controllo del governo e il periodo di tutoraggio di York terminò. Con Somerset tornato al centro del potere, la guerra civile sembrò imminente.
Nel maggio 1455, Northumberland stava viaggiando col re e Somerset per partecipare ad una riunione nel Leicester quando il corteo venne intercettato da York e i Neville. Il 22 maggio 1455, nella Prima battaglia di St Albans, l'esercito reale si scontrò con quello del duca di York dando così il via alla guerra delle due rose. La battaglia fu una completa vittoria per la fazione York e comportò un capovolgimento della situazione politica. Il re venne catturato e Somerset ucciso. Tra le vittime rimase anche Northumberland che venne sepolto nella vicina Cattedrale di St Albans.

## Famiglia
Dal matrimonio con Eleonor Neville nacquero dieci figli:
- Henry (25 luglio 1421-29 marzo 1461);
- Thomas (29 novembre 1422-10 luglio 1460);
- Katherine Percy (28 maggio 1423-dopo il 1475), sposò Edmund Grey, I conte di Kent;
- Ralph Percy (1425-25 aprile 1464);
- Richard Percy (1426-29 marzo 1461);
- Anne Percy;
- Joan Percy;
- William Percy (7 aprile 1428-26 aprile 1462);
- John Percy;
- George Percy.